# パトリック・ファンカルケン
パトリック・ファンカルケン（Patrick van Kalken　1975年9月29日- ）はオランダのロッテルダム出身の柔道選手。階級は66kg級。身長168cm。

## 人物
1998年のヨーロッパ選手権66kg級で3位になった。1999年の世界選手権では銅メダルを獲得した。2000年のヨーロッパ選手権では優勝するも、シドニーオリンピックでは5位に終わりメダルを獲得できなかった。

## 主な戦績
- 1991年 - ヨーロッパユースオリンピックフェスティバル　50kg級　2位
- 1998年 - ヨーロッパ選手権　3位
- 1999年 - チェコ国際　優勝
- 1999年 - 世界選手権　3位
- 2000年 - ヨーロッパ選手権　優勝
- 2000年 - シドニーオリンピック　5位